# Таширово
Таширо́во — деревня в Наро-Фоминском районе Московской области. Бывший центр сельского поселения Ташировское.

## География
Деревня расположена у западной окраины города Наро-Фоминска, на обеих берегах реки Нара, высота центра над уровнем моря 170 м. Ближайшие населённые пункты — Новинское, Новая и Литвиново.

## История
До 2006 года Таширово было центром Ташировского сельского округа.
В 2024 году деревне Таширово присвоено почётное звание Московской области «Населенный пункт воинской доблести».

## Население
Численность постоянного населения по Всероссийской переписи 2010 года — 1 198 человек.

## Инфраструктура
В деревне числятся 2 улицы, гск и 14 садовых товариществ.
В Таширово работают средняя школа, детский сад № 61, отделение почты.
Действуют две новопостроенные церкви: Иоанна Златоуста, 2002 года постройки и Покровская — 2009 года.

## Связь и Интернет
В д. Таширово услуги телефонной связи и доступа в Интернет предоставляют операторы Ростелеком и Кредо-Телеком.